# Isoperla ikariae
Isoperla ikariae är en bäcksländeart som beskrevs av Peter Zwick 1978. Isoperla ikariae ingår i släktet Isoperla och familjen rovbäcksländor. Inga underarter finns listade i Catalogue of Life.